# Doctor Fate
Doctor Fate (còn được gọi là Fate), là một nhân vật siêu anh hùng hư cấu xuất hiện trong sách truyện tranh Mỹ, do DC Comics phát hành. Nhân vật này đã xuất hiện trong nhiều hóa thân khác nhau, Doctor Fate là tên của một số nhiều nhân vật khác nhau trong Vũ trụ DC, người kế thừa các thầy phù thủy. Phiên bản gốc của nhân vật được tạo ra bởi nhà văn Gardner Fox và họa sĩ Howard Sherman, xuất hiện lần đầu tiên trong tập More Fun Comics #55 (tháng 5 năm 1940).